# Sarah Luyimi-Mbala
Sarah Luyimi-Mbala (25 juni 1983) is een Belgische atlete, die gespecialiseerd is in het hamerslingeren. Zij veroverde twee Belgische titels.

## Biografie
Luyimi-Mbala werd in 2001 Belgisch kampioene hamerslingeren. Ze nam dat jaar ook deel aan de Europese kampioenschappen U20. Ze raakte niet voorbij de kwalificaties. In 2002 behaalde ze een tweede Belgische titel en nam ze deel aan de wereldkampioenschappen U20. Ook deze keer werd ze uitgeschakeld in de kwalificaties.
Luyimi-Mbala was aangesloten bij Sambre et Meuse AC (SMAC).

## Belgische kampioenschappen
| Onderdeel      | Jaar       |
| -------------- | ---------- |
| hamerslingeren | 2001, 2002 |

## Persoonlijk record
| Onderdeel      | Prestatie | Datum         | Plaats |
| -------------- | --------- | ------------- | ------ |
| hamerslingeren | 55,10 m   | 17 april 2002 | Jambes |

## Palmares
hamerslingeren
- 1999:  BK AC – 46,10 m
- 2000:  BK AC – 47,02 m
- 2001:  BK AC – 48,80 m
- 2001: 21e kwalificaties EK U20 – 49,61 m
- 2002:  BK AC – 49,32 m
- 2002: 16e kwalificaties WK U20 – 54,29 m